# Глід півняча ніжка
Глід півняча ніжка, глід півниковий (Crataegus crus-galli) — вид квіткових рослин із родини трояндових (Rosaceae).

## Біоморфологічна характеристика
Це кущ або дерево 5–10 метрів заввишки. Молоді гілочки голі, 1-річні блідо-коричневі, старші сірі; колючки часто ± вигнуті, 2-річні від темно-сірих до чорнуватих, ± міцні, 3–6 см. Листки: ніжки листків 0–7% від довжини пластини, голі, не залозисті; листові пластини звичайно темно-зелені, дуже блискучі зверху, від широко-лопатоподібних чи до вузько-зворотно-ланцетних чи вузько-еліптичних, 2–7 см, основа звужена, часточок 0, верхівка від гострої до тупої, краї від зубчастих до дрібно округло зубчастих, верхня поверхня гола, іноді рідко волосиста молодою. Суцвіття 8–20-квіткові. Квітки 12–17 мм у діаметрі; чашолистки 5–6 мм; тичинок 10 чи 20; пиляки від кольору слонової кістки до рожевого до червоного. Яблука зазвичай від червоного до малинового забарвлення, іноді яскраво-жовті, від ± довгастих до субкулястих 8–15 мм у діаметрі, голі. 2n = 34, 51, 68.

## Ареал
Вид зростає на сході Канади (Нова Шотландія, Онтаріо, Квебек), на сході США (Алабама, Арканзас, Коннектикут, Округ Колумбія, Делавер, Флорида, Джорджія, Айова, Іллінойс, Індіана, Канзас, Кентуккі, Луїзіана, Массачусетс, Меріленд, Мен, Мічиган, Міннесота, Міссурі, Міссісіпі, Північна Кароліна, Нью-Джерсі, Нью-Йорк, Огайо, Оклахома, Пенсильванія, Род-Айленд, Південна Кароліна, Теннессі, Техас, Вірджинія, Вермонт, Вісконсин, Західна Вірджинія), на північному сході Мексики (Коауїла, Нуево-Леон); інтродукований до Європи й Узбекистану.
В Україні вид зростає у садах і парках — по всій території.

## Використання
Плоди їстівні, з них можна зробити желе або подрібнити для приготування чаю. Використовується як декоративна рослина, особливо var. inermis, в якому відсутні колючки.

## Галерея

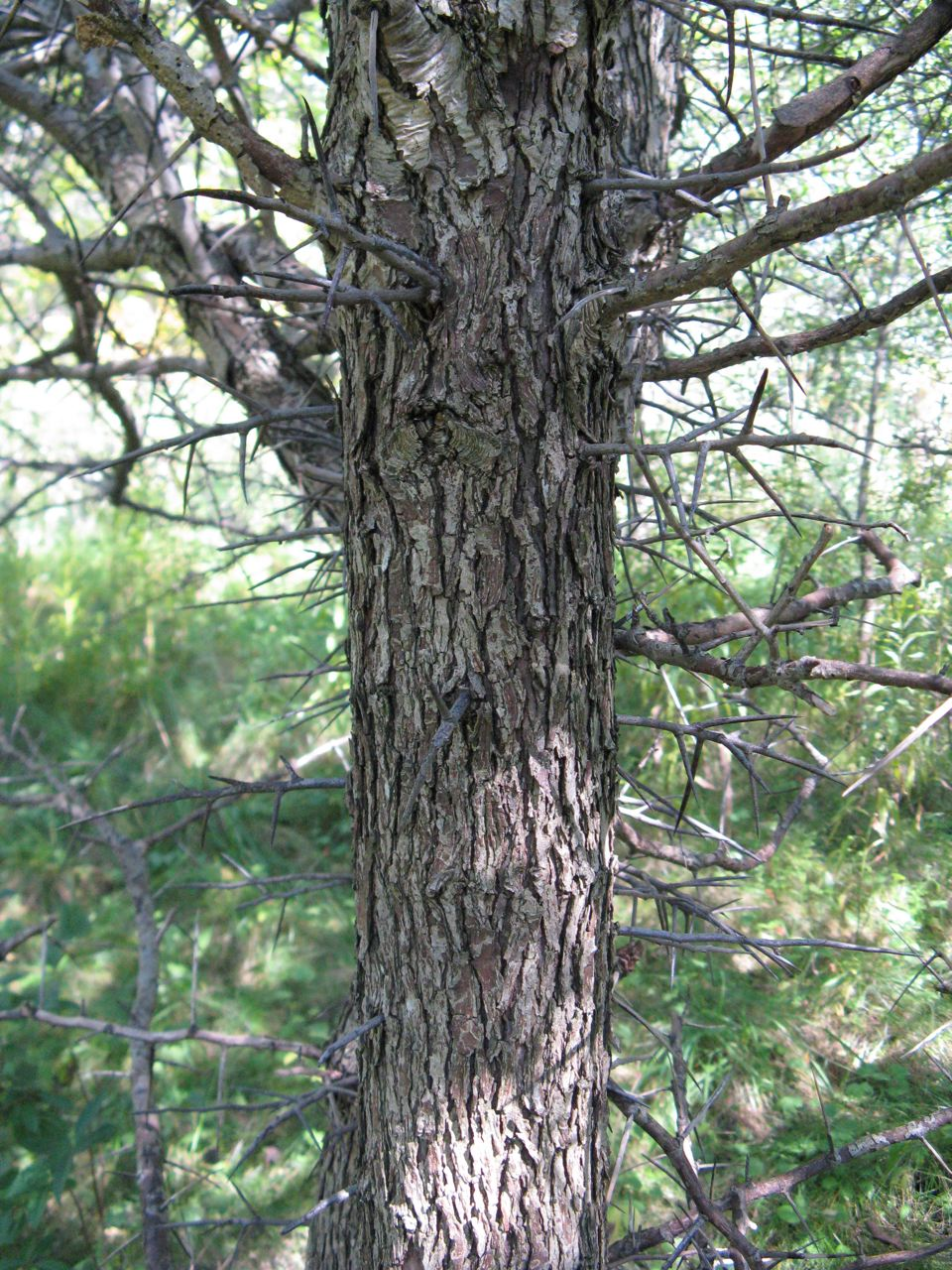
стовбур
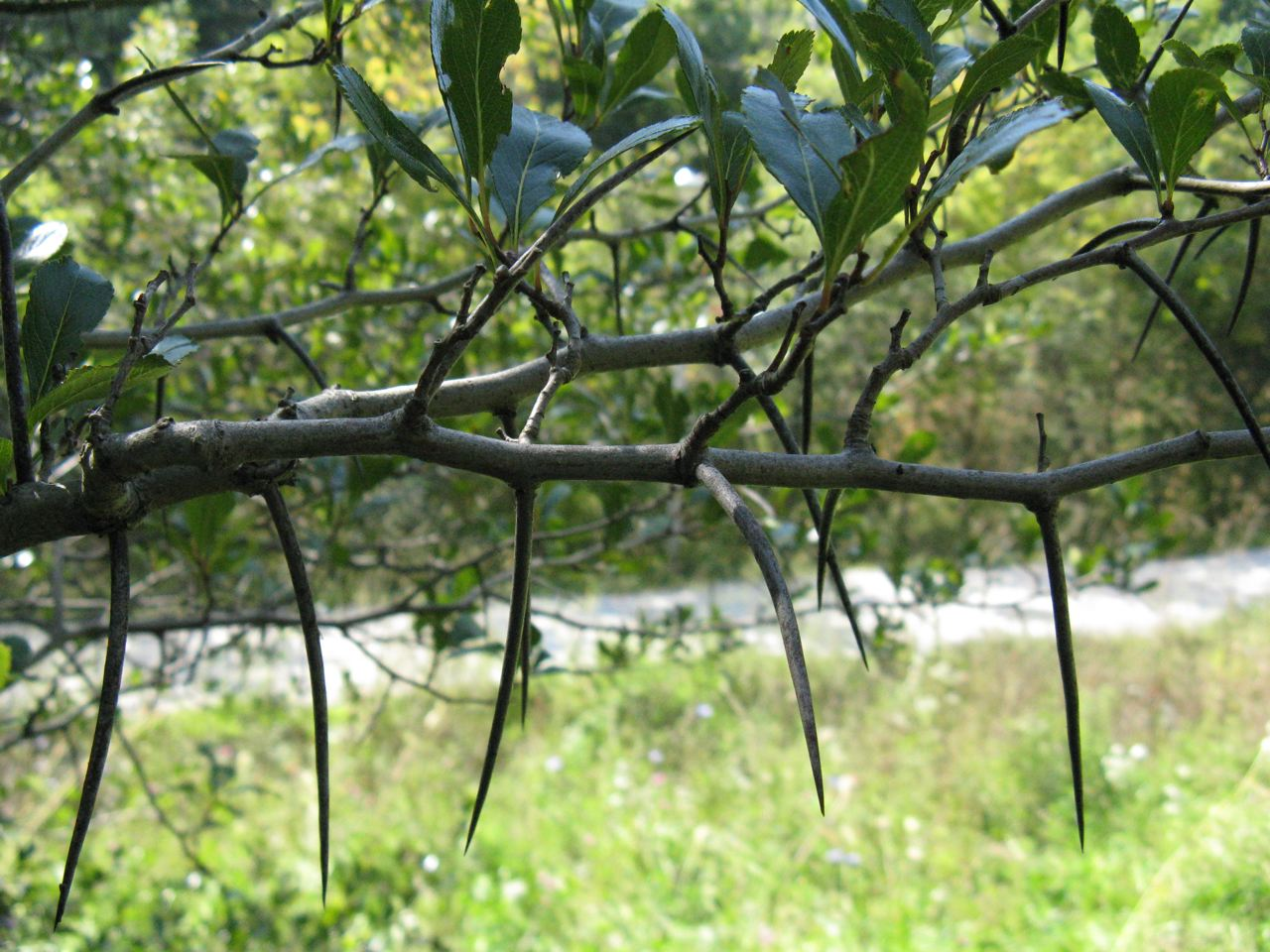
2 чи 3-річні гілки
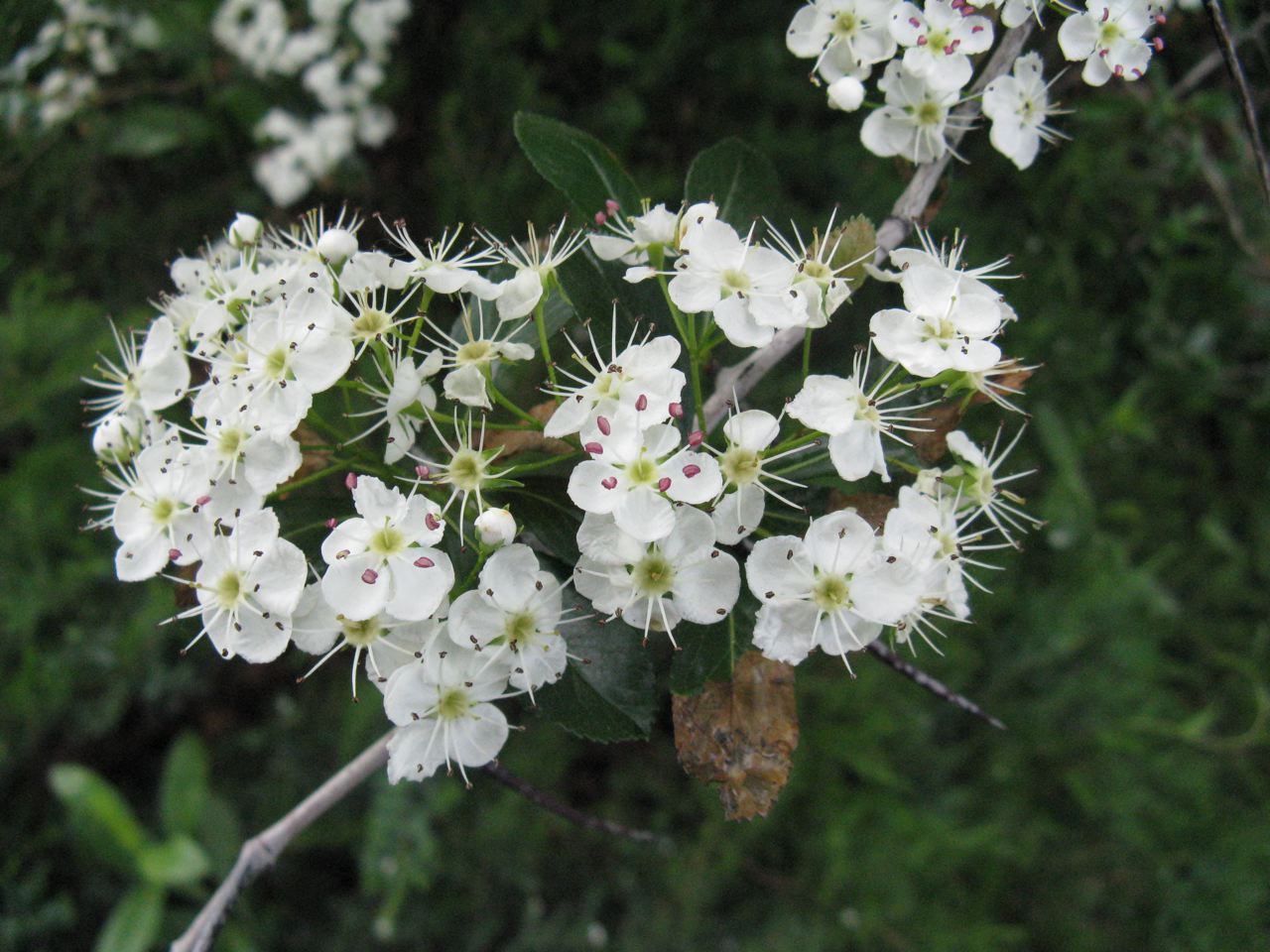
квіти C. crus-galli var. pyracanthifolia
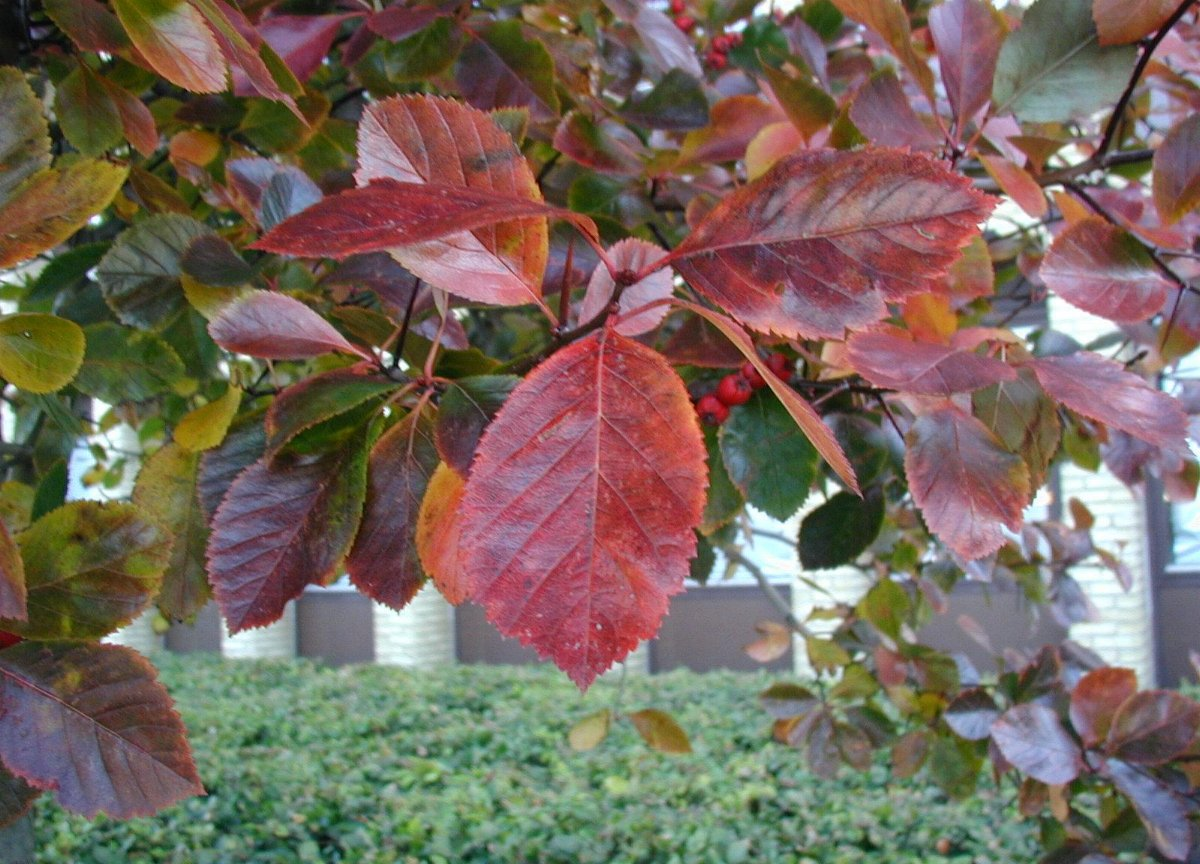
листя восени
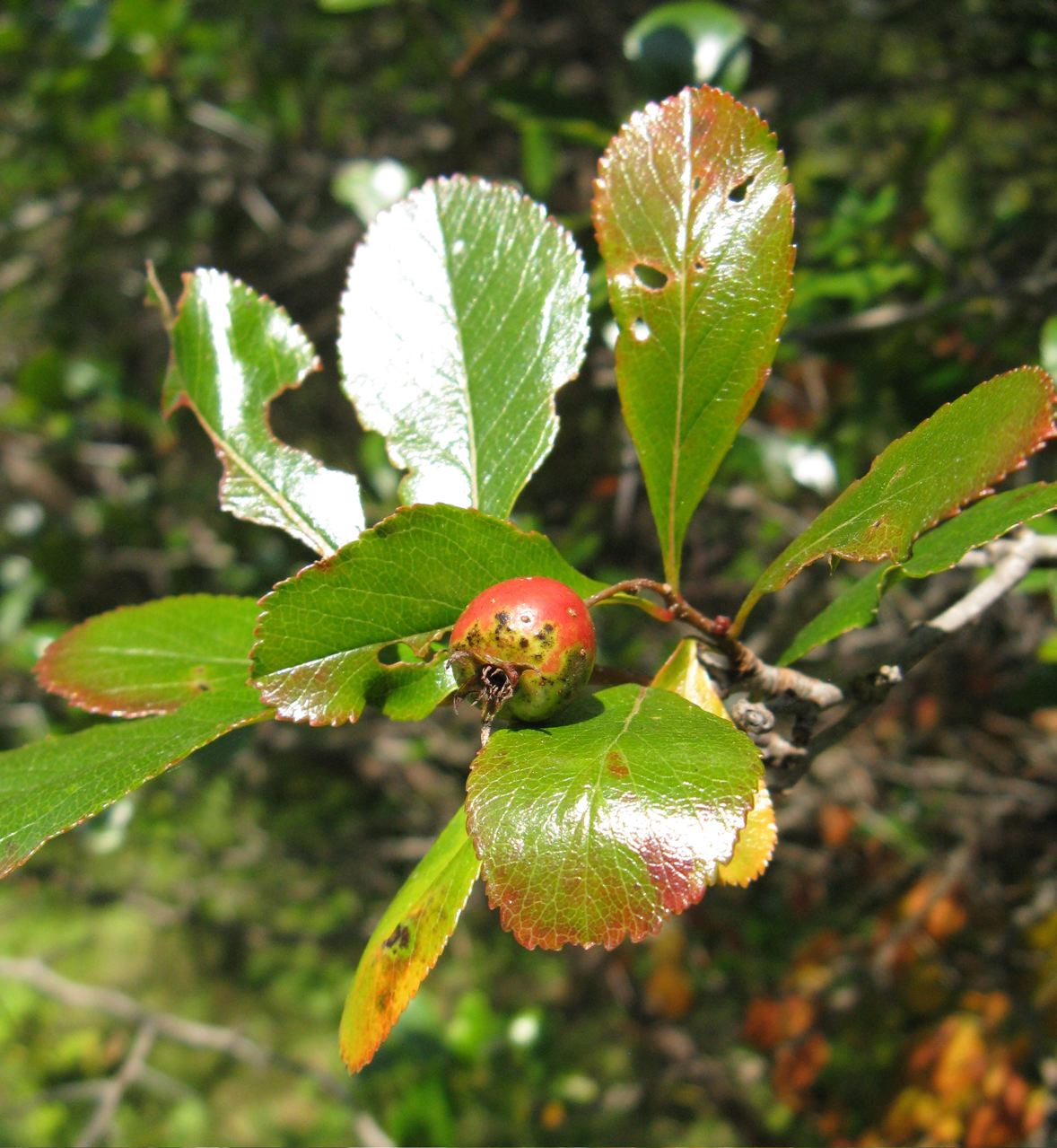
плід і листя C. crus-galli var. pyracanthifolia
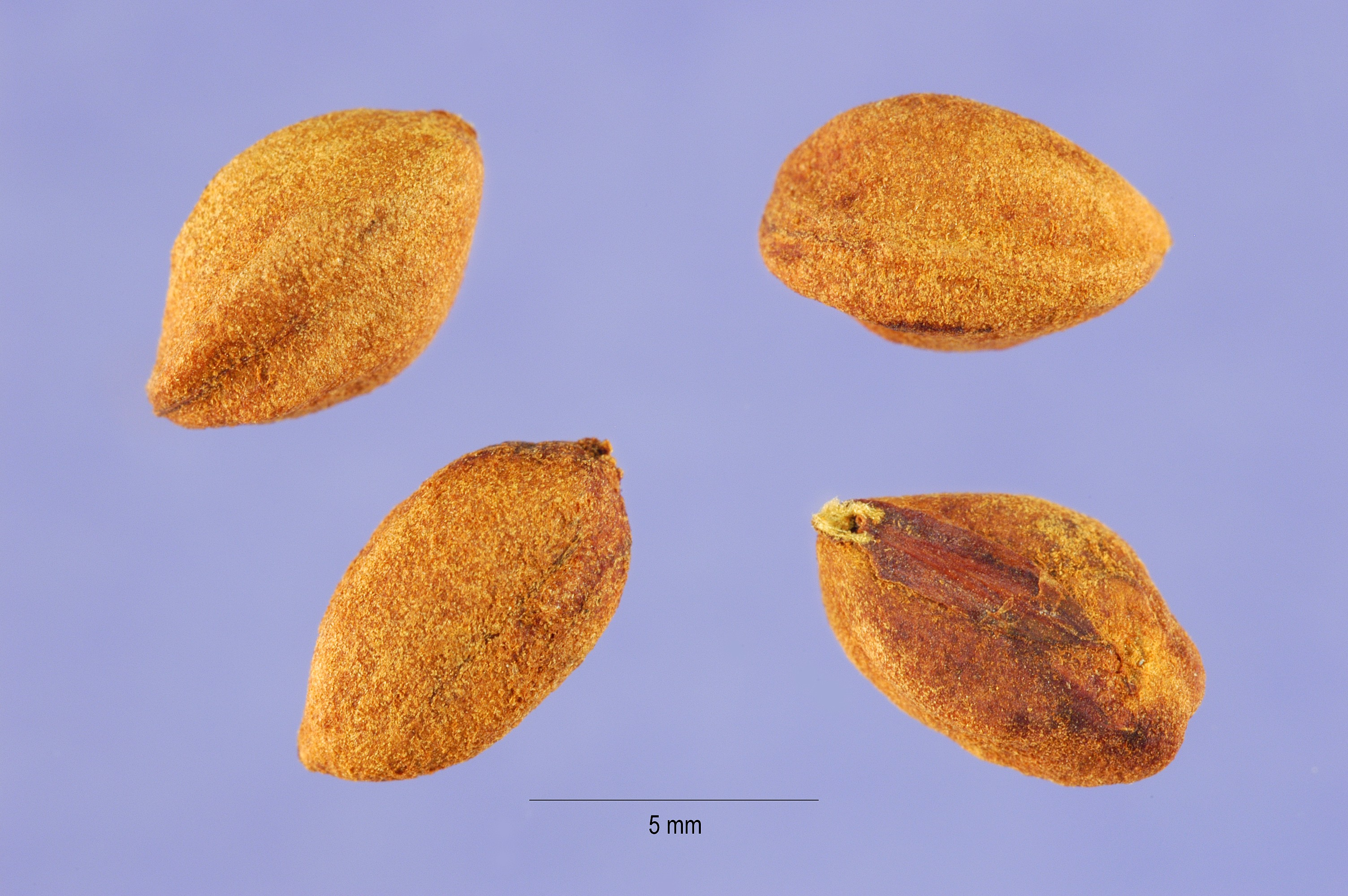
насіння